# أنجيلا مادسن
آنجيلا مادسن (10 مايو 1960 - 21 يونيو 2020) كانت رياضية أمريكية بارالمبية في كل من التجديف ورياضات المضمار والميدان. خلال مسيرتها الطويلة، انتقلت مادسن من التجديف التنافسي إلى تحديات المحيط قبل أن تنتقل في عام 2011 إلى رياضة ألعاب القوى، لتحصد ميدالية برونزية في رمي الجلة في دورة الألعاب البارالمبية الصيفية 2012 في لندن. كانت مادسن وزميلتها هيلين تايلور أول امرأتين تتجديفان عبر المحيط الهندي. توفيت في يونيو 2020 أثناء محاولتها التجديف بمفردها من لوس أنجلوس إلى هونولولو.

## الحياة المبكرة والتعليم
وُلِدت مادسن في زينيا، أوهايو، في 10 مايو 1960. تلقت تعليمها في مدرسة فيربورن بيكر الثانوية في فيربورن، أوهايو، وأصبحت أمًا عزباء في سن السابعة عشرة، مما أعاق فرصتها في الحصول على منحة رياضية.

## المسيرة العسكرية
كان معظم أفراد عائلة مادسن المباشرة قد خدموا في الجيش، لذا عندما أخبرها إخوانها بأنها "لا يمكنها النجاح كفرد من مشاة البحرية"، جعلها ذلك مصممة على الانضمام. التحقت بمشاة البحرية، تاركة ابنتها مع والديها حتى أنهت فترة التدريب الأساسي. بعد إكمال تدريبها، وفرت لها قوات مشاة البحرية منزلاً لها ولابنتها. أُرسلت إلى فورت مكليلان في ألاباما للتدريب كضابط شرطة عسكرية. كانت أول محطة لها في قاعدة مشاة البحرية الجوية إل تورو، بالقرب من إرفاين، كاليفورنيا. في إل تورو، انضمت إلى فريق كرة السلة النسائي، وعندما تنافس الفريق في بطولة كرة السلة الإقليمية لمشاة البحرية على الساحل الغربي، تمت اكتشاف مادسن من قبل فريق مشاة البحرية النسائي.

## إصابة العمود الفقري والجراحة
وفي عام 1980، خلال أول جلسة تدريب لكرة السلة في مشاة البحرية، سقطت على الملعب وداس لاعب آخر على ظهرها، مما أدى إلى تمزق قرصين في عمودها الفقري. وقد أدى هذا إلى معاناة مادسن من آلام الظهر المزمنة وعرق النسا. مع العلاج، تعافت ببطء. وجدت عملاً كميكانيكية في قسم السيارات في شركة سيرس. ولكنها لم تتمكن من مواكبة هذا العمل الذي يتطلب مجهودا جسديا كبيرا فقبلت وظيفة مكتبية كمهندسة ميكانيكية. ثم في عام 1992، كسرت ساقها وبعض ضلوعها في حادث سيارة. كانت تعاني بالفعل من تنكس العمود الفقري بسبب إصابة في كرة السلة، وخضعت لعملية جراحية تصحيحية في العام التالي، مما أدى إلى شلل كلتا ساقيها.
رفض سلاح البحرية دفع فواتير ميدسن الطبية بعد حادث السيارة، وفقدت ميدسن منزلها بينما انهارت زواجها. كانت تعاني من الاكتئاب وأصبحت بلا مأوى، أحيانًا تنام في كرسيها المتحرك أمام ديزني لاند.

## المسيرة البارالمبية
تغيرت حياة مادسن بشكل كبير عندما، بعد حضورها دورة الألعاب الوطنية للمحاربين القدامى، تم تقديمها إلى لعبة كرة السلة على الكراسي المتحركة. أصبحت نشطة في هذه الرياضة وبدأت في إعادة بناء حياتها. وكانت النقطة الحاسمة في تعافيها بعد سقوطها على قضبان مترو الأنفاق في سان فرانسيسكو وخوفها من أن تكون قد كسرت رقبتها. لقد جعلها الحادث تعيد تقييم حياتها كشخص معاق، وقررت أن تعيشها على أكمل وجه. كتبت سيرة ذاتية بعنوان التجديف ضد الريح، نُشرت في عام 2014.

## مهنة التجديف
وعرفت مادسن بالتجديف عندما دعاها راعي كرة السلة الكراسي المتحركة لحضور حدث تعلم التجديف في دينا بوينت. وجدت أنها كانت موهوبة في هذا الرياضة وأحبّت أنها لم تكن بحاجة لاستخدام الكرسي المتحرك للمشاركة. في عام 2002، أضاف الاتحاد الدولي للتجديف التجديف التكيفي إلى بطولات العالم للتجديف، وتم اختيار مادسن، المصنفة كمتنافسة على مستوى الجسم والذراعين، للتنافس في بطولة العالم للتجديف 2002. أنهت البطولة في المركز الثاني (الميدالية الفضية) في سباق الأحادي. في السنوات الثلاث التالية، شاركت في كل بطولة عالم، وفازت بالميدالية الذهبية في سباق الصناديق المزدوجة في كل بطولة.
بينما كانت مادسن تنافس كمتسابقة زورق، كانت تستمتع أيضًا بأحداث التجديف في المحيط، ومن منزلها في كاليفورنيا كانت تصل إلى المحيط الهادئ. بدأت بالتجديف بين نيوبورت، كاليفورنيا، ودانا بوينت، وبدأت تدخل سباقات مسافتها 20 ميلاً. بعد أن التقت مادن بتوري ماردن، المتطوعة في برنامج التجذيف التكيفي في لويزفيل، التي كانت أول أمريكية تتجذيف عبر المحيط الأطلسي بمفردها، أصبحت ملهمة للقيام برحلة عبر المحيط. على مدى السنوات التالية، قامت مادن بالعديد من الرحلات البحرية. في عام 2007، أصبحت أول امرأة تحمل إعاقًة تتجذف عبر المحيط الأطلسي. وبعد عامين، أصبحت، مع هيلين تايلور، واحدة من أول امرأتين تتجذيفان عبر المحيط الهندي. كانت مادن أيضًا جزءًا من فريق دار حول بريطانيا العظمى.
وفي عام 2008، مثلت مادسن الولايات المتحدة في أول دورة ألعاب بارالمبية صيفية لها، حيث تنافست في دورة الألعاب 2008 في بكين في سباقات التجديف المزدوج المختلط مع ويليام براون، على الرغم من أنهما لم يتقدما في التصفيات واحتلا المركز السابع.

## المسيرة الرياضية
ظهرت مادسن لأول مرة مع الولايات المتحدة باعتبارها لاعبة في ألعاب القوى F56 في عام 2011. وقد أهلتها نتائجها قبل الألعاب إلى دورة الألعاب البارالمبية الصيفية 2012 في لندن، حيث تنافست في دفع الجلة (F54–56) ورمي الرمح (F54/55/56). احتلت المركز الخامس في رمي الرمح، لكن رميها لمسافة 8.88 مترًا كان كافيًا للفوز بالميدالية البرونزية في دفع الجلة. كما تنافست لصالح الولايات المتحدة في بطولة العالم لألعاب القوى لذوي الاحتياجات الخاصة 2015 في الدوحة، وفي عام 2016، في بطولة مسار نقطة الغليان الكلاسيكية في جامعة وندسور في كندا، فازت مادسن بمسابقة دفع الجلة بمسافة 9.43 ثانية، محققة رقمًا قياسيًا عالميًا جديدًا. كما تم الإعلان في يوليو 2016 عن انضمام مادسن إلى فريق الولايات المتحدة للمنافسة في دورة الألعاب البارالمبية الصيفية 2016 في ريو، حيث احتلت المركز الثامن في دفع الجلة للسيدات F56/57، والمركز السابع في رمي الرمح للسيدات F55/F56.
وفي نوفمبر 2014، حصلت مادسن على جائزة الرياضيين المتميزين من مؤسسة التنمية الرياضية العالمية تقديراً لجهودها في خدمة المجتمع وعملها مع الشباب.
كانت تحمل ستة أرقام قياسية عالمية من موسوعة غينيس وكانت تعمل على تحقيق رقم قياسي آخر (كأكبر امرأة سناً وأول امرأة مصابة بالشلل النصفي تجتاز المحيط الهادئ بمفردها) في وقت وفاتها.

## الحياة الشخصية
أعلنت مادسن عن مثليتها الجنسية في عام 1981، أثناء خدمتها في الجيش الأمريكي. التقت بزوجتها ديبورا في عام 2006. في عام 2015 كانت قائدة في لونغ بيتش. أقامت مادسن في لونج بيتش، كاليفورنيا.
عثر عليها ميتة في منتصف رحلتها المنفردة من لوس أنجلوس إلى هونولولو في 22 يونيو 2020. صورت الرحلة بواسطة سورايا سيمي.